# ليه كلايبول
ليه كلايبول (بالإنجليزية: Les Claypool)‏ هو عازف باس ومغني وكاتب أغاني أمريكي، ولد في 29 سبتمبر 1963 في ريتشموند في الولايات المتحدة.

## وصلات خارجية
- الموقع الرسمي
- ليه كلايبول على موقع IMDb (الإنجليزية)
- ليه كلايبول على موقع ميوزك برينز (الإنجليزية)
- ليه كلايبول على موقع رولينغ ستون (الإنجليزية)
- ليه كلايبول على موقع إن إن دي بي (الإنجليزية)
- ليه كلايبول على موقع أول ميوزيك (الإنجليزية)
- ليه كلايبول على موقع ديسكوغز (الإنجليزية)
- ليه كلايبول على موقع قاعدة بيانات الفيلم (الإنجليزية)